# Joe D'Amato
Joe D'Amato, pseudonimo di Aristide Massaccesi (Roma, 15 dicembre 1936 – Roma, 23 gennaio 1999), è stato un regista, direttore della fotografia, sceneggiatore e produttore cinematografico italiano.
Con oltre 200 film, tra diretti e fotografati. Nel corso della sua carriera ha partecipato a oltre 400 film ricoprendo molti ruoli: operatore, attore, direttore della fotografia, sceneggiatore, regista e produttore. Ha sperimentato ogni genere cinematografico possibile, soprattutto nell'ambito del film d'exploitation, e ha contribuito ad inventarne di nuovi. È noto per aver unito più generi nei suoi film, come la pornografia con l'horror, l'erotismo con il thriller e lo spaghetti-western con la commedia. Tra i suoi lavori più conosciuti, la serie dei film di Ator e i film della serie erotica Emanuelle nera, interpretata da Laura Gemser. È considerato un regista di culto tra i fan del cinema horror, per aver diretto alcuni film splatter, come Antropophagus, Buio Omega e Rosso sangue.
Nell'ultima fase della sua carriera si dedicò totalmente ai film pornografici, divenendo uno dei più conosciuti e apprezzati registi del genere. Il suo Sesso nero, girato nel 1978 ma uscito nelle sale cinematografiche nel 1980, è considerato il primo film pornografico italiano. Il regista, nella maggior parte dei suoi film, è indicato con lo pseudonimo Joe D'Amato, anche se durante la sua carriera ne ha usati diversi altri, soprattutto maschili, ma anche femminili.
Nel 1999 la rivista Nocturno ha prodotto un documentario sul suo lavoro, intitolato Joe D'Amato - Totally Uncut, diretto da Roger A. Fratter. Nel 2006 la prestigiosa Cinémathèque française omaggiò il regista, proiettando le copie restaurate di Sesso nero e Antropophagus. In suo onore si sono svolte a Marina di Pietrasanta alcune edizioni del Joe D'Amato Horror Festival con la direzione artistica di Paolo Ruffini.

## Biografia

Joe D'Amato dietro la macchina da presa

(Joe D'Amato)

### Gli inizi
Joe D'Amato iniziò a lavorare nel mondo del cinema a 14 anni, dapprima come elettricista, e via via apprendendo le svariate mansioni tra le maestranze di Cinecittà, tra cui la creazione dei titoli di testa di alcuni film di Eugenio Bava, padre del maestro italiano dell'horror Mario Bava.
Con la passione per la fotografia, nel 1951, a soli quindici anni, divenne fotografo di scena del film È l'amor che mi rovina diretto da Mario Soldati, continuando con altre pellicole importanti come Ercole al centro della Terra di Mario Bava, Brucia ragazzo, brucia di Fernando Di Leo, Cosa avete fatto a Solange? di Massimo Dallamano.  È stato elettricista ne La dolce vita, di Federico Fellini. Autodidatta, arrivò a lavorare dietro la macchina da presa come aiuto regista di autori come Jean-Luc Godard, per Il disprezzo, nel 1963 e come operatore alla macchina di Michele Lupo, per Concerto per pistola solista nel 1970.

### Le prime regie
Solo nel 1972 si decise a dirigere un film: Scansati... a Trinità arriva Eldorado, spaghetti-western comico, che però risulta firmato dal produttore Diego Spataro. Lo stesso vale per gli altri due film successivi in cui D'Amato appare nei titoli come direttore della fotografia o come sceneggiatore, ma non come regista. D'Amato in varie interviste rivelò che quella di non firmare film di diverso genere era una sua scelta, per non bruciarsi troppo velocemente la carriera.
Il primo film sicuramente diretto da D'Amato è Sollazzevoli storie di mogli gaudenti e mariti penitenti - Decameron nº 69, un decamerotico del 1972. Dopo un altro film di questo genere, nel 1973 diresse il film di guerra Eroi all'inferno, quindi il peplum La rivolta delle gladiatrici, prodotto da Roger Corman e interpretato da Pam Grier.
Lo stesso anno D'Amato diresse l'unico film firmato col suo vero nome: La morte ha sorriso all'assassino, interpretato da Klaus Kinski, considerato un horror interessante con alcune scene erotiche. Dopo questo film diresse Giubbe rosse, un western classico interpretato da Fabio Testi, il primo film firmato con lo pseudonimo Joe D'Amato, su idea del produttore Ermanno Donati.
Nel 1975 diresse Emanuelle e Françoise (Le sorelline), considerato uno dei suoi migliori film, un thriller erotico con alcune scene di cannibalismo.

### La serie Emanuelle nera

Joe D'Amato in una scena di Emanuelle - Perché violenza alle donne?

Nel 1976 D'Amato diresse Emanuelle nera - Orient Reportage, considerato il vero sequel di Emanuelle nera, diretto da Bitto Albertini nel 1975. Fu il primo film della serie diretto da D'Amato, che in seguito diresse altri quattro film e fece divenire la serie di successo.
Girando il film il regista incontrò l'attrice indonesiana Laura Gemser, e iniziò con lei un duraturo sodalizio. I film di Emanuelle nera erano ispirati all'Emmanuelle francese, solo che il nome era scritto con una sola emme e la protagonista era una bella fotoreporter di colore. Questi film erano un misto di avventura, erotico e addirittura in un caso anche di cannibal movie, ed erano girati in località esotiche. I film sono stati scritti dalla giornalista Maria Pia Fusco e dal regista Piero Vivarelli. La serie comprende nove film, di cui D'Amato diresse Emanuelle in America, contenente finte scene di snuff movie scambiate all'epoca per vere, e alcuni inserti pornografici; Emanuelle e gli ultimi cannibali, dove Emanuelle ha a che fare addirittura con i cannibali; Emanuelle - Perché violenza alle donne? che narra tra l'altro della tratta delle bianche; infine La via della prostituzione sempre sull'argomento prostituzione.

### Il periodo erotico-esotico
Nel 1978 D'Amato girò a Santo Domingo il film d'azione Duri a morire, interpretato da Luc Merenda. Nello stesso anno, sempre a Santo Domingo, girò anche Sesso nero, che però fu distribuito nelle sale cinematografiche nel 1980, e Papaya dei Caraibi, film erotico che diede inizio al cosiddetto "periodo erotico-esotico" del regista. Tra il 1978 e il 1981 D'Amato girò infatti otto film erotici sovente contaminati con l'horror e girati in luoghi esotici come i Caraibi. In particolare D'Amato diresse una serie di film ambientati a Santo Domingo, con attori locali - lanciò tra l'altro l'attrice Lucía Ramírez - e un budget minimo. Questi film avevano anche inserti hard, girati da Mark Shanon, Lucía Ramírez e Annj Goren.
Papaya dei Caraibi è il primo di essi, e presenta tutte le caratteristiche dei film successivi: l'ambientazione esotica, l'erotismo misto all'horror e una particolare attenzione per i riti vudù tipici dei luoghi. Anche la storia verrà ripresa negli altri film.
Dopo l'uscita di Papaya dei Caraibi, il produttore Franco Gastaldi commissionò a D'Amato quattro film erotici-hard da girare a Santo Domingo. D'Amato girò quindi uno dietro l'altro Orgasmo nero, che lanciò Lucía Ramírez, Le notti erotiche dei morti viventi, un horror-porno considerato il suo film più curioso e delirante, Porno Holocaust, altra commistione tra horror e porno, Hard Sensation, un thriller porno, Eva nera, riedizione in chiave hard di Eva nera, diretto dal regista nel 1976, e Paradiso blu, interpretato dalla figlia di Ingmar Bergman, Anna Bergman, che firmò anche la regia per motivi economici.

### Gli horror
Il genere in cui si è distinto seppure in poche pellicole è l'horror, noto per alcune scene memorabili che non lasciano spazio all'immaginazione. Antropophagus è un cannibal movie metropolitano, con scene insostenibili (come un feto divorato che fu scambiato all'epoca per una scena snuff), ed è diventato un cult per gli amanti del genere, tanto da essere stato rifatto dal regista tedesco Andreas Schnaas con il titolo Antropophagus 2000 nel 1999. Anche Buio Omega (che mostra un cuore addentato) e Rosso sangue, film noto soprattutto per la scena della babysitter infilata in un forno e lasciata cuocere, sono divenuti film di culto per le loro scene estreme e scioccanti.
Horror possono essere considerati anche Caligola - La storia mai raccontata, versione hard della storia del noto imperatore romano e Le notti erotiche dei morti viventi, in cui ci sono zombi e scene hard. Il regista tornò a questo genere solo alla fine della sua carriera, con Ritorno dalla morte - Frankenstein 2000, girato nel 1992.

### I fantasy e fantascientifici
D'Amato diresse anche quattro film di genere fantasy durante gli anni ottanta. Tra i film si ricordano la trilogia di Ator, ispirata a Conan il barbaro, e composta da: Ator l'invincibile (1982), Ator 2 - L'invincibile Orion (1984) e Quest for the Mighty Sword (1990). Infine D'Amato girò anche Anno 2020 - I gladiatori del futuro, film di genere western-fantasy e il post-apocalittico Endgame - Bronx lotta finale.

### I porno
Il rapporto tra Joe D'Amato e il cinema pornografico iniziò molto prima della produzione di pellicole di genere. Nel 1976, infatti, D'Amato introdusse degli inserti espliciti in scene forti delle pellicole soft Emanuelle in America, interpretati da Marina Frajese e Rick Martino, ed Emanuelle - Perché violenza alle donne?, sequenze naturalmente escluse per il circuito delle sale tradizionali. Una versione DVD integrale fu edita nel 2004.
D'Amato girò il suo primo film espressamente pornografico nel 1978, considerato anche il primo porno italiano, Sesso nero, uscito nelle sale dedicate solo successivamente ad altre pellicole con inserti pornografici espliciti (per esempio La parte più appetitosa del maschio o I porno amori di Eva). D'Amato si dilettò a commistionare il genere con altri per esempio horror o storici, famosi Porno Holocaust, Caligola - La storia mai raccontata, Hard Sensation e Le notti erotiche dei morti viventi.
La svolta definitiva di D'Amato con l'hard core, il genere che gli procurò un'immensa fortuna, risale al 1993, con cinque pellicole note tra gli appassionati: Rosa, Il labirinto dei sensi, Chinese Kamasutra, The Erotic Adventures of Aladdin X e I racconti della camera rossa. L'offerta di attori, di attrezzature e maestranze a basso costo nei paesi fino a pochi anni prima parte del Patto di Varsavia, come gli storici studi ungheresi della Budafilm - consentì un'opportunità per una ricca produzione di eccellente qualità, per lo meno dal punto di vista estetico e formale.
D'Amato si dilettò nella cura della trama, della fotografia e del costume, avvalendosi di filmati di repertorio per contestualizzare la scena, rivisitando in chiave hard vari generi ed epoche: tra i titoli più curiosi sono degni di nota Il marchese De Sade, Marco Polo - La storia mai raccontata (con Rocco Siffredi), Le intoccabili e Un amore leggendario.
Sulla scia delle rivisitazioni in chiave moderna dei classici, allora in voga, come il teatro shakespeariano di Kenneth Branagh, D'Amato firmò una pellicola sul canovaccio del Macbeth, con tanto di militari in kilt e uniforme ungherese.
Gli hard di D'Amato furono interpretati dalle più note star del genere, come Rocco Siffredi, Selen, Éva Henger, Erika Bella e Francesco Malcom.
Nel 1997 D'Amato girò il thriller erotico La iena, quindi ritornò al porno. Il suo ultimo film fu Showgirl. 

### Morte
Sofferente da tempo di diabete morì il 23 gennaio 1999 a 62 anni, a causa di un attacco di cuore.

## La Filmirage
D'Amato nel 1980 fondò una sua casa di produzione, la Filmirage, specializzata in film horror e thriller, girati per la maggior parte negli Stati Uniti.
Con la Filmirage D'Amato ha contribuito a scoprire nuovi registi come Michele Soavi e Claudio Fragasso, e a rilanciare vecchi maestri come Lucio Fulci e Umberto Lenzi.

## Pseudonimi
La lista di tutti gli pseudonimi utilizzati dal regista.
- Donna Aubert
- Stephen Benson
- Steve Benson
- Steven Benson
- John Bird
- Alexandre Borski
- Alexandre Borsky
- James Burke
- Lee Castle
- Lynn Clark
- O.J. Clarke
- Hugo Clevers
- Joe D'Amato
- Joe De Mato
- Raf de Palma
- Michael Di Caprio
- Dario Donati
- Robert Hall
- Richard Haller
- David Hills
- Igor Horwess
- George Hudson
- Kevin Mancuso
- Arizona Massachuset
- Andrea Massai
- J. Metheus
- Peter Newton
- Zak Roberts
- Joan Russell
- Tom Salina
- Jon Shadow
- Dan Slonisko
- Federico Slonisco
- Frederick Slonisco
- Fédérico Slonisco
- Frederick Slonisko
- Frederico Slonisko
- Frederic Slonisko
- Frederiko Slonisko
- Fred Slonisko
- Chana Lee Sun
- Chang Lee Sun
- Michael Wotruba
- Mikail Wotruba
- Robert Yip

## Filmografia

### Regista
- Sollazzevoli storie di mogli gaudenti e mariti penitenti - Decameron nº 69 (1972)
- Scansati... a Trinità arriva Eldorado (1972)
- La colt era il suo Dio, co-regia con Luigi Batzella (1972)
- Un bounty killer a Trinità (1972)
- Diario di una vergine romana (1973)
- Il plenilunio delle vergini, co-regia con Luigi Batzella (1973)
- La morte ha sorriso all'assassino (1973)
- Novelle licenziose di vergini vogliose (1973)
- Fra' Tazio da Velletri, co-regia con Romano Scandariato (1973)
- Pugni, pirati e karatè (1973)
- Eroi all'inferno (1973)
- La rivolta delle gladiatrici, co-regia con Steve Carver (1974)
- Emanuelle e Françoise (Le sorelline), co-regia con Bruno Mattei (1975)
- Giubbe rosse (1975)
- Voto di castità (1976)
- Emanuelle nera - Orient Reportage (1976)
- Eva nera (1976)
- Emanuelle in America (1977)
- Il ginecologo della mutua (1977)
- Emanuelle - Perché violenza alle donne? (1977)
- Emanuelle e gli ultimi cannibali (1977)
- Le notti porno nel mondo, co-regia con Bruno Mattei (1977)
- Le notti porno nel mondo nº 2 (1978)
- La via della prostituzione (1978)
- Emanuelle e le porno notti nel mondo n.2, co-regia con Bruno Mattei (1978)
- Follie di notte (1978)
- Papaya dei Caraibi (1978)
- Il porno shop della settima strada (1979)
- Duri a morire (1979)
- Immagini di un convento (1979)
- Buio Omega (1979)
- Sesso nero (1980)
- Orgasmo nero (1980)
- Antropophagus (1980)
- Porno Esotic Love (1980, rimontaggio hard di Eva Nera)
- Le notti erotiche dei morti viventi (1980)
- Superclimax (1980)
- Paradiso blu (1980)
- Hard Sensation (1980)
- Blue Erotic Climax, co-regia con Claudio Bernabei (1980)
- Le porno investigatrici (1981)
- Le ereditiere superporno (1980)
- Porno Holocaust (1981)
- Bocca golosa, co-regia con Claudio Bernabei (1981)
- Sesso acerbo (1981)
- Rosso sangue (1981)
- Voglia di sesso (1981)
- Caldo profumo di vergine, co-regia con Claudio Bernabei (1981)
- La voglia (1981)
- Stretta e bagnata (1981)
- Caligola - La storia mai raccontata (1982)
- Il mondo perverso di Beatrice (1982)
- Super Hard Love (1982)
- Cannibal Love (1982)
- Delizie erotiche (1982)
- Ator l'invincibile (1982)
- Messalina orgasmo imperiale (1983)
- Una vergine per l'Impero Romano (1983)
- Endgame - Bronx lotta finale (1983)
- Anno 2020 - I gladiatori del futuro, co-regia con George Eastman (1984)
- Ator 2 - L'invincibile Orion (1984)
- L'alcova (1985)
- Il piacere (1985)
- Voglia di guardare (1986)
- Lussuria (1986)
- La monaca nel peccato (1986)
- Eleven Days, Eleven Nights (11 giorni, 11 notti) (1987)
- Delizia (1987)
- Killing Birds, co-regia con Claudio Lattanzi (1988)
- Top Model (1988)
- Pomeriggio caldo (1988)
- Dirty Love (1988)
- Blue Angel Cafe (1989)
- Eleven Days, Eleven Nights 2 (1990)
- Quest for the Mighty Sword (1990)
- Sangue negli abissi (Deep Blood, 1990)
- Any Time Any Play (1990)
- Hot steps - Passi caldi (1990)
- La signora di Wall Street (1990)
- Contamination .7 (1990)
- Il fiore della passione (1990)
- Ossessione fatale (1991)
- Il diavolo nella carne (1991)
- Il segreto di una donna (1991)
- Tenera storia (1992)
- Sul filo del rasoio (1992)
- Goduria anale (1992)
- Ritorno dalla morte - Frankenstein 2000 (1992)
- Rosa (1993)
- Il labirinto dei sensi (1993)
- I racconti della camera rossa (1993)
- The Erotic Adventures of Aladdin X, co-regia con Luca Damiano (1994)
- Palestra - Attrezzi per signora (1994)
- Marco Polo - La storia mai raccontata, co-regia con Luca Damiano (1994)
- Ladri gentiluomini - Donne, gioielli... e culi belli, co-regia con Luca Damiano (1994)
- Il marchese De Sade - Oltre ogni perversione, co-regia con Luca Damiano (1994)
- La casa del piacere (1994)
- Sexy caccia al tesoro, co-regia con Luca Damiano (1994)
- China and Sex (1994)
- Chinese Kamasutra (1994)
- Le casalinghe P... gli stalloni (1994)
- Fantasmi al castello, co-regia con Luca Damiano (1994)
- Fra le gambe di Luana (1994)
- Incontri anali all'autosalone (1994)
- Amleto - Per amore di Ophelia, co-regia con Luca Damiano (1995)
- Tharzan - La vera storia del figlio della giungla (1995)
- Tharzan 2 - Il ritorno del figlio della giungla (1995)
- Saloon Kiss (1995)
- Scandalo al sole, co-regia con Luca Damiano (1995)
- Mia moglie... aperta a tutti (1995)
- Le mille e una notte, co-regia con Luca Damiano (1995)
- Le intoccabili (1995)
- Le bambole del Führer (1995)
- L'alcova dei piaceri proibiti, co-regia con Luca Damiano (1995)
- Decameron X - Racconti arguti di mogli puttane e mariti cornuti, co-regia con Luca Damiano (1995)
- Decameron X - Novelle maliziose di bernarde assai vogliose, co-regia con Luca Damiano (1995)
- Barone von Masoch, co-regia con Luca Damiano (1995)
- Le 120 giornate di Sodoma (1995)
- le perversioni di Scarface (1995)
- il marito guardone, co-regia con Luca Damiano (1995)
- Passione travolgente a Venezia, co-regia con Cameron Grant (1995)
- Fuga di mezzanotte (1995)
- Colpo dell'an(n)o (1995)
- Paprika (1995)
- Danno d'amore (1995)
- Provocazione (1995)
- Danno anale (1996)
- Amadeus Mozart (1996)
- Chicago perversa (1996)
- The VeneXiana (1996)
- Flamenco Ecstasy (1996)
- Donna Flor (1996)
- Cop Sucker (1996)
- Antonio e Cleopatra (1996)
- Amore & Psiche (1996)
- Adolescenza (1996)
- Homo erectus (1996)
- Un amore leggendario (1996)
- Torero (1996)
- Wild East (1996)
- Seduzione gitana, co-regia con Luca Damiano (1996)
- Romeo e Giulietta (1996)
- Penitenziario femminile (1996)
- Messalina (1996)
- Il monaco (1996)
- Contatto fatale (1996)
- Carmen - La zoccola spagnola (1996)
- Sogni di una ragazza di campagna (1996)
- A cena con le amiche (1996)
- Chinese Kamasutra II (1996)
- Malizia italiana (1997)
- Don Salvatore - L'ultimo siciliano (1997)
- Strip tease (1997)
- Tutte le donne del presidente (1997)
- Sodoma & Gomorra (1997
- Rocco lo stallone italiano (1997)
- Rocco lo stallone italiano 2 - La sfida (1997)
- L'ultimo combattimento di Rocco (1997)
- Peccati di gola (1997)
- Olympus - Rifugio degli dei (1997)
- Le stagioni di Bel, co-regia con Luca Damiano (1997)
- Le fatiche erotiche di Hercules (1997)
- Cop Sucker II (1997)
- Caligola - Follia del potere (1997)
- Lolita - Adolescenza perversa (1997)
- Afrodite - La dea dell'amore (1997)
- Il diario segreto delle due principesse (1997)
- La iena (1997)
- Red Orchid (1997)
- Selvaggia - Selen anima ribelle (1997)
- Othello - Furia nera (1997)
- Rudy (1997)
- Top Girl (1997)
- Nerone - Perversioni dell'Impero (1997)
- L'angelo dell'inferno - Il vizio del peccato (1997)
- Black cops in Budapest (1997)
- La regina degli elefanti (1997)
- I misteri dell'Eros (1997)
- Goya la maja desnuda (1997)
- Off Limits (1998)
- Lussuria (1998)
- La figlia del padrino (1998)
- Ladro d'amore (1998)
- Il laureato (1998)
- Il fantasma (1998)
- Elixir (1998)
- Capricci anali (1998)
- Calamity Jane - Sola contro tutti (1998)
- Calamity Jane 2 (1998)
- Blow up (1998)
- Ulysses / As Aventuras sexuals de Ulysses (1998)
- Selen nell'isola del tesoro (1998)
- Sahara (1998)
- Rocco e i magnifici 7 (1998)
- Prima e dopo la cura (1998)
- Le sexy avventure di Hercules (1998)
- Ercole e Sansone nella terra delle Amazzoni (1998)
- I predatori della verginità perduta (1998)
- Desiderio eterno (1998)
- Anita e la maschera di ferro (1998)
- Harem 2000 (1998)
- I predatori delle Antille (1998)
- Showgirl (1998)
- Plaisir Diabolique (1999)
- Praga My Love (1999)
- Rocco e i mercenari (1999)
- Experiences - Il culo violato (1999)
- Experiences - Il culo violato: Parte seconda (1999)

### Direttore della fotografia
- Vietnam guerra senza fronte (1967)
- L'isola delle svedesi (1969)
- Pelle di bandito (1969)
- Arrivano Django e Sartana... è la fine, regia di Demofilo Fidani e Diego Spataro (1970)
- Disperatamente l'estate scorsa (1970)
- Inginocchiati straniero... I cadaveri non fanno ombra!, regia di Demofilo Fidani (1970)
- Armiamoci e partite! (1971)
- Cosa avete fatto a Solange? (1971)
- Giù la testa... hombre!, regia di Demofilo Fidani (1971)
- Per una bara piena di dollari, regia di Demofilo Fidani (1971)
- Amico, stammi lontano almeno un palmo, regia di Michele Lupo (1972)
- L'assassino... è al telefono, regia di Alberto De Martino (1972)
- Un bounty killer a Trinità (1972)
- I familiari delle vittime non saranno avvertiti (1972)
- La gatta in calore (1972)
- Le notti peccaminose di Pietro l'Aretino (1972)
- Scansati... a Trinità arriva Eldorado (1972)
- Sollazzevoli storie di mogli gaudenti e mariti penitenti - Decameron nº 69 (1972)
- Dio, sei proprio un padreterno! (1973)
- Il consigliori, regia di Alberto De Martino (1973)
- Il plenilunio delle vergini (1973)
- Brigitte, Laura, Ursula, Monica, Raquel, Litz, Maria, Florinda, Barbara, Claudia e Sofia, le chiamo tutte "anima mia" (1974)
- Il colonnello Buttiglione diventa generale (1974)
- L'anticristo (1974)
- Professore venga accompagnato dai suoi genitori, regia di Mino Guerrini (1974)
- Novelle licenziose di vergini vogliose (1974)
- Peccati in famiglia, regia di Bruno Gaburro (1975)
- Buttiglione diventa capo del servizio segreto (1975)
- Emanuelle e Françoise (Le sorelline) (1975)
- Giubbe rosse (1975)
- Una Magnum Special per Tony Saitta (1976)
- Emanuelle in America (1976)
- Emanuelle nera - Orient Reportage (1976)
- Eva nera (1976)
- Emanuelle - Perché violenza alle donne? (1977)
- Emanuelle e gli ultimi cannibali (1977)
- La via della prostituzione (1977)
- Il ginecologo della mutua (1977)
- Papaya dei Caraibi (1978)

### Produttore
- Deliria, regia di Michele Soavi
- La casa 3 - Ghosthouse, regia di Umberto Lenzi
- Paura nel buio, regia di Umberto Lenzi (1989)
- Troll 2, regia di Claudio Fragasso (1989)
- La casa 5, regia di Claudio Fragasso (1990)

### Attore
- Straniero... fatti il segno della croce!, regia di Demofilo Fidani (1967)
- Inginocchiati straniero... I cadaveri non fanno ombra!, regia di Demofilo Fidani (1970)
- Cosa avete fatto a Solange?, regia di Massimo Dallamano (1972)
- Scansati... a Trinità arriva Eldorado regia di Joe D'Amato (1972)
- Emanuelle - Perché violenza alle donne? (1977)
- Sono positivo, regia di Cristiano Bortone (2000)

## Documentari sul suo lavoro
- Joe D'Amato - Totally Uncut, regia di Roger A. Fratter (1999)
- Joe D'Amato - Totally Uncut 2, regia di Roger A. Fratter (1999)
- Omega Rising: Remembering Joe D'Amato, regia di Giuliano Emanuele e Eugenio Ercolani (2017)
- Inferno rosso. Joe D'Amato sulla via dell'eccesso, regia di Manlio Gomarasca e Massimiliano Zanin (2021)